# Thore Härdelin
Thore Härdelin, född 6 augusti 1866 i Delsbo församling, Gävleborgs län, död 2 april 1945 i Delsbo församling, Gävleborgs län, var en fiolspelman med Zornmärket i guld från Delsbo i Hälsingland. Han var far till spelmannen Sven Härdelin.

## Biografi
Härdelins far, Thore Härdelin, var kapten vid Hälsinge regemente och storbonde i Delsbo medan modern, Sara Maria,  dotter till kontraktsprosten och riksdagsmannen, filosofie jubeldoktor Lars Olof Berg i Norrbo och Bjuråker, var av en känd släkt från Lund varifrån musikaliteten var ärvd. Familjen var ifrån början ganska välbärgad men förlorade snabbt sin förmögenhet. Härdelin började att spela esskornett i rekryten, fiol först i 20-årsåldern och folkmusik på allvar först i medelåldern men blev snart en skicklig ackompanjatör och en av Hälsinglands mest uppmärksammade spelmän. De första fiolerna ska han själv ha byggt av huggkubbevirke. Genom sin musikaliska begåvning, bildning och vältalighet samt familjens kontaktnät blev Härdelin snart rikskänd som en auktoritet och ambassadör för Hälsinglands folkmusik i början av 1900-talet och var med att utforma Svenska låtars hälsingedel. Han gav också ut egna nothäften med både äldre och nyare folkmusik. Vid en spelmansstämma på Skansen 1910 tilldelades Härdelin Zornmärket i silver och 1943 tilldelades han guldmärket. Vid den första spelmansstämman i Delsbo, d.v.s. Hälsingestämman 1908, satt han i spelmanstävlingens jury. 
Härdelin, hustrun Anna-Greta, Jon-Erik Hall och Pelle Schenell blev rikskända och spelade runtom i landet, ibland under namnet "Svenska nationaltruppen" som de fick av skivbolaget när Härdelin och Hall blivit inspelade på 78-varvare. Härdelin och Schenell turnerade också en tid i Amerika. Andra spelmän i kretsen kring Härdelin var Jonas Olsson, "Finn-Jonke" och Jon-Erik Öst. Härdelin var även bekant med Delsbostintan och deltog i några av hennes radioprogram som spelman. Det uppges även att han ska ha friat till henne, men fick nej då hon vid tillfället ansåg sig vara för ung.
Härdelin, Hall och Schenell var alla notkunniga och med sörhälsingespelmän som Tulpans Anders Olsson, Hans "Pajas" Wahlman samt Bach som förebilder och genom Härdelins arrangemang blev de stilbildande för sättet att samspela på över hela landet. Som fiolspelman utmärkte sig Härdelin främst som stämspelare. Låtarna, särskilt deras egna kompositioner, var ofta starkt konstmusikaliskt influerade men de spelade även mer lokalt präglad folkmusik, dock mer städat och prydligt och med mindre spelmansdialekt än äldre spelmän som Carl Sved och Erik Ljung "Kusen". 
Härdelin komponerade själv ett antal låtar, men ville inte framträda som kompositör och uppgav att de var efter en ganska okänd spelman kallad Dells-Karl. Den mest berömda kompositionen är Delsbo brudmarsch, vilken till och med legat på åttonde plats på svensktoppen 1971 med Trio me' Bumba. Den välkända dur-delen är egentligen en av honom mycket omarbetad äldre låt, men den mindre kända moll-delen (eller systerlåten) är helt egenkomponerad.

## Diskografi
- Svenska nationaltruppen (ett antal 78-varvare)